# Estación Santo Tomé (Belgrano)
Santo Tomé era una estación de ferrocarril ubicada en la ciudad de Santo Tomé, provincia de Santa Fe, Argentina.

## Servicios
No presta servicios de pasajeros, sólo de cargas. Sus vías corresponden al Ramal F1 del Ferrocarril General Belgrano. Sus vías e instalaciones están concesionadas a la empresa Trenes Argentinos Cargas.
Hasta inicios de la década de 1980, prestaba servicios de pasajeros de media distancia entre la estación Santa Fe hasta la estación Rosario Oeste, Coronda y Capitán Bermúdez.
Se encuentra precedida por la Estación Santa Fe y le siguen Estación Sauce Viejo por parte del ramal F1 y Estación Empalme San Carlos por parte del ramal F4.